# Protodufourea koso
Protodufourea koso là một loài Hymenoptera trong họ Halictidae. Loài này được Bohart & Griswold mô tả khoa học năm 1997.